# La luz más clarita
La luz más clarita es un álbum de la cantante y actriz mexicana Daniela Luján, que sirvió como el soundtrack de la telenovela de 1997 protagonizada por Daniela, "Luz Clarita".
El disco actualmente es difícil de conseguir, y cuenta con 12 temas, 9 cantandos por Daniela, y los últimos 3 son canciones de Cri-Cri.

## Lista de canciones
- 1. Luz Clarita
- 2. Que Viva la Vida
- 3. El Rock de los Chicos
- 4. El Marcianito
- 5. 5,15,20,30...
- 6. Alcanzame una Estrella
- 7. Pedimos Paz
- 8. Perro Rap
- 9. La Felicidad
- 10. La Patita
- 11. Marcha de las Letras
- 12. Che Arana